# Bahamas ai Giochi della XXI Olimpiade
Le Bahamas parteciparono ai Giochi della XXI Olimpiade che si sono svolti a Montréal dal 17 luglio al 1º agosto 1976, con una delegazione di 11 atleti impegnati in tre discipline. Portabandiera alla cerimonia d'apertura, così come nell'edizione precedente, fu Mike Sands, che gareggiò nella corsa veloce. Si trattò della settima partecipazione di questo paese ai Giochi olimpici. Non fu conquistata nessuna medaglia.